# Class of '61
Class of'61 è un film per la televisione del 1993 diretto da Gregory Hoblit e prodotto da Steven Spielberg. Il film si è ambientato nella Guerra Civile Americana e si concentra sugli uomini che erano compagni di classe a West Point e separati dalla guerra tra Nord e Sud.